# CA San Isidro
Der Club Atlético de San Isidro (CASI) ist eine Rugby-Union-Mannschaft aus San Isidro, Buenos Aires, Argentinien und Mitglied der Unión de Rugby de Buenos Aires. Zu Beginn des 20. Jahrhunderts war der Verein auch für eine relativ bedeutende Fußballmannschaft bekannt. Von gutem Ruf ist auch die erfolgreiche Hockeymannschaft.

## Geschichte
Der Verein wurde am 24. Oktober 1902 gegründet, jedoch wurde Rugby bis 1907 vom Verein nicht gespielt; der Club ist mit 33 Titeln der Rekordmeister der Buenos Aires Regionalmeisterschaft. Im Jahr 1935 wurden einige Spieler und Teile vom Management des Vereins wegen ideologischen Differenzen ausgeschlossenen und gründeten deswegen den San Isidro Club (SIC).
Die Spiele zwischen SIC und CASI sind seitdem umkämpfte Lokalderbys. Das letzte von ihnen war das Finale der URBA Meisterschaft (Torneo de la URBA) 2005, das CASI durch einen Straftritt in der letzten Minute mit 18-17 für sich entscheiden konnte, nach 20 Jahren ohne einen URBA Titel.

## Erfolge im Fußball
- Copa Competencia Chevallier Boutell: 1912
  - Finalist: 1911, 1913